# Papuaand
Papuaand (Salvadorina waigiuensis) är en hotad and som lever i forsar och bergssjöar på Nya Guinea.

## Utseende
Papuaanden är en medelstor and med en längd på 43 centimeter. Fågeln har ett mörkbrunt huvud med en bandad och fläckig brun och vit kropp, med orangea ben och en gul näbb. Ingen annan and på Nya Guinea har liknande utseende.

## Utbredning
Papuaanden är endemisk för Nya Guineas bergstrakter där den rapporterats från så höga höjder som 4 300 meter över havet. Den har setts ända ned till 70 meters höjd, men anses vara ovanlig under 600 meter och vanligast vid de högsta höjderna.

## Systematik
Fågeln placeras i det monotypiska släktet Salvadorina och det är oklart vilka andra änder den är släkt med. Den behandlas som monotypisk, det vill säga att den inte delas in i några underarter.

## Ekologi
Arten häckar vid forsar och snabbt flytande floder och åar samt alpint belägna sjöar, men har ibland iakttagits vid mer långsamma floder. Den för ett tillbakadraget liv och ses oftast ensam eller i par. Den lägger två till fyra ägg under torrperioden. Fågeln är en allätare som lever av vattenlevande ryggradslösa djur, grodyngel och växter som den fångar på ytan eller genom att dyka.

## Status
Papuaanden har beskrivits som "ofta fåtalig men lokalt ganska vanlig". Den är "sällsynt till ovanlig" i mer tillgängliga områden, där jakt kan ha decimerat beståndet, men kan lätt hittas på vissa mindre störda platser och det återstår stora otillgängliga områden inom artens utbredning. Den är ovanlig under 600 meters höjd och vanligast vid de högsta höjderna. Beståndets storlek och utveckling är okänd. Internationella naturvårdsunionen IUCN kategoriserar den som livskraftig.

## Namn
Fågelns vetenskapliga släktesnamn är en hyllning till den italienska naturforskaren Tommaso Salvadori. Fram tills nyligen kallades den även salvadoriand på svenska, men justerades 2022 till ett mer informativt namn av BirdLife Sveriges taxonomikommitté. Det vetenskapliga artnamnet syftar på ön Waigeo som ligger utanför västra Nya Guinea.